# Sojuz TM-29
Sojuz TM-29 (ryska: Союз ТM-29) var en flygning i det ryska rymdprogrammet. Flygningen gick till rymdstationen Mir. Farkosten sköts upp med en Sojuz-U-raket, från Kosmodromen i Bajkonur den 20 februari 1999. Den dockade med rymdstationen den 22 februari 1999. Farkosten lämnade rymdstationen den 27 augusti 1999. Några timmar senare återinträdde den i jordens atmosfär och landade i Kazakstan.